# Ray Strachey
Ray Strachey   (Westminster, 4 de juny de 1887 - Londres i Royal Free Hospital, 16 de juliol de 1940) va ser una assagista, biògrafa i sufragista anglesa. Va lluitar per la igualtat de drets laborals i salarials i per l'accés sense condicions a professions, càrrecs públics i llocs laborals per a les dones.

## Biografia

### Primers anys i formació
El seu nom de naixement va ser Rachel Pearsall Conn Costelloe. El seu pare va ser el procurador Francis Conn Costelloe i la seva mare la historiadora d'art Mary Pearsall Smith, germana de l'escriptor Logan Pearsall Smith i d'Alys Pearsall Smith, primera esposa de Bertrand Russell. Va ser la major de dues filles de la seva família i juntament amb la seva germana menor van ser criades com a catòliques, fins que la seva mare va deixar al seu espòs per casar-se amb l'historiador d'art Bernard Berenson, i van passar a ser educades per la seva àvia Hannah Whitall Smith, de religió quàquera, sufragista i activista del moviment per la Temprança.
Va estudiar matemàtiques al Newnham College, college femení de la Universitat de Cambridge, on va conèixer Ellie Rendel, neboda de Lytton Strachey, que la va vincular amb altres sufragistes i juntes van formar un grup universitari de suport al vot femení.

### Vida familiar
Es va casar el 30 de maig de 1911 a Cambridge amb Oliver Strachey, anys més tard oficial del Servei Exterior i criptòleg. La seva sogra va ser Lady Jane Strachey, una coneguda escriptora i sufragista que va coliderar la marxa de fang, la primera gran manifestació sufragista a Londres, el 7 de febrer de 1907. Eren cunyats seus l'activista feminista Philippa «Pippa» Strachey, l'escriptor i biògraf Lytton Strachey, membre del cercle de Bloomsbury, i el psicoanalista James Strachey.
Va interrompre la seva activitat sufragista per radicar-se amb el seu marit a Índia, on diversos membres de la família Strachey, incloent-hi el seu sogre, Richard Strachey, havien estat –o encara ho eren– membres de l'administració britànica de la regió de l'Hindustan. Van intentar establir-se com a historiadors de l'Índia però no s'hi van adaptar i van tornar a Londres després del primer embaràs de Ray. Només van produir un petit volum d'història índia, Keigwin's Rebellion, publicat el 1916. Va tenir dos fills, Christopher i Barbara, i va ser una de les poques feministes de la seva època que va combinar maternitat amb treball a temps complet.

### Activisme feminista
El 1913 va ser elegida presidenta de la Societat Londinenca per al Vot Femení, on va treballar en conjunt amb la seva cunyada Pippa Strachey, en una col·laboració que es va estendre durant tota la seva vida. Durant la Primera Guerra Mundial es va dedicar al foment del treball femení. Juntament amb Pippa Strachey va organitzar el Servei de Dones, que proveïa a dones amb treball i entrenament laboral vinculat a l'esforç de guerra britànic. Va dirigir el Comitè d'Ocupació de l'Oficina de Dones.
També va ser una col·laboradora molt propera de l'activista feminista Millicent Fawcett i es va oposar al fet que el moviment sufragista fos absorbit pel Partit Laborista. El treball desenvolupat per les dones durant la Primera Guerra Mundial, a més de la necessitat de reformar el sistema electoral perquè els soldats poguessin votar, va generar l'ambient i la simpatia necessàries perquè les demandes sufragistes fossin ateses al Parlament Britànic.
El 1916 va ser designada secretària parlamentària honorària de la Societat Nacional per al Vot Femení, amb el propòsit de supervisar al Parlament el tractament d'una llei que permetés les dones presentar-se com a candidates en les eleccions parlamentàries. Aquesta llei, coneguda com a Llei de qualificació de les dones, es va aprovar el 1918, mesos abans que la Llei de representació del poble permetés el vot femení parcial al Regne Unit. Després, el 1928, es va aprovar la llei que va permetre el vot femení en igualtat de condicions amb el masculí.

### Editora de premsa
Després de la Primera Guerra Mundial va ser editora del diari sufragista The Common Cause i després, de The Women's Leader, successor del primer. Va lluitar a favor de l'extensió dels drets laborals de les dones, en particular l'accés a totes les professions, càrrecs públics i tot tipus d'ocupacions i també per la igualtat en el pagament salarial. Va fundar i va dirigir la Federació d'Ocupació Femenina.

### Activitat parlamentària
Va ser candidata independent en les eleccions parlamentàries de 1918, 1920 i 1922, però va ser derrotada. Durant alguns anys va ser assessora parlamentària honorària de Nancy Astor, la primera dona a accedir al Parlament Britànic. A partir de 1931 va ser secretària política d'Astor. Va escriure en diversos diaris i va participar en diversos programes radiofònics de la BBC.

### Escriptora
El seu primer treball escrit va ser la novel·la The World at Eighteen, publicada el 1907 als 18 anys. Va escriure biografies de sufragistes famoses, com Millicent Fawcett i Frances Willard, i dues novel·les més. La major part de les seves publicacions estan relacionades amb la lluita pel sufragi femení i els drets laborals de les dones. El seu llibre més conegut és The Cause, de 1928, sobre la història del moviment feminista a la Gran Bretanya. També va escriure Careers and Openings for Women (1935), un manual i anàlisi sociològica sobre el mercat laboral femení i un recull d'assajos sota el títol Our Freedom and its Results (1936), que resumia els canvis legals i socioeconòmics en la condició de la dona des de l'aprovació del vot femení.
Els papers personals i documents de Ray Strachey són conservats a la Biblioteca de Dones de la Universitat Metropolitana de Londres.
Va morir el 1940 a l'hospital Royal Free, després d'una operació per retirar un tumor fibroide de la qual no va poder recuperar-se.

## Obres
Novel·les
- The World at Eighteen (1907, publicada sota el seu nom de naixement: Ray Costelloe)
- Marching On (1923)
- Shaken By The Wind (1927)

Biografies
- Frances Willard: her Life and Work (1912)
- A Quaker Grandmother (1914, biografia sobre la seva àvia Hannah Whitall Smith)
- Millicent Garrett Fawcett (1931)

Assajos sobre el rol de la dona
- Women's Suffrage and Women's Service (1928)
- The Cause: A Short History of the Women's Movement in Great Britain (1928)
- Careers and Openings for Women (1935)
- Our Freedom and Its Results (1936)